# خط عرض 27° جنوب
خط عرض 27° جنوب هي إحدى دوائر العرض الجغرافية، وهي دوائر وهمية تحيط بالكرة الأرضية، وموازية لخط الاستواء، وتتميز هذه الدائرة بأن الأراضي الواقعة عليها تنتمي للمنطقة المدارية الحارة.

## حول العالم
خط عرض 27° جنوب يبدأ من خط الزوال الأولي ويتجه شرقا ويمر عبر:
| الإحداثيات                           | البلد أو الإقليم أو البحر | ملاحظات                                                                                     |
| ------------------------------------ | ------------------------- | ------------------------------------------------------------------------------------------- |
| 27°0′S 0°0′E / 27.000°S 0.000°E      | المحيط الأطلسي            |                                                                                             |
| 27°0′S 15°14′E / 27.000°S 15.233°E   | ناميبيا                   |                                                                                             |
| 27°0′S 20°0′E / 27.000°S 20.000°E    | جنوب إفريقيا              | كيب الشمالية الشمالية الغربية فري ستيت مبومالانجا Free State Mpumalanga                     |
| 27°0′S 30°58′E / 27.000°S 30.967°E   | إسواتيني                  |                                                                                             |
| 27°0′S 31°59′E / 27.000°S 31.983°E   | جنوب إفريقيا              |                                                                                             |
| 27°0′S 32°52′E / 27.000°S 32.867°E   | المحيط الهندي             |                                                                                             |
| 27°0′S 113°49′E / 27.000°S 113.817°E | أستراليا                  | أستراليا الغربية جنوب أستراليا كوينزلاند - mainland و Bribie Island                         |
| 27°0′S 153°10′E / 27.000°S 153.167°E | المحيط الهادئ             | مرورا بشمال Moreton Island، كوينزلاند, أستراليا · مرورا بشمال جزيرة القيامة, تشيلي          |
| 27°0′S 70°47′W / 27.000°S 70.783°W   | تشيلي                     |                                                                                             |
| 27°0′S 68°18′W / 27.000°S 68.300°W   | الأرجنتين                 | Passing near the cities of ريسيستينسيا (27°27′05″S 58°59′12″W) و كورينتس (27°29′S 58°49′W). |
| 27°0′S 58°30′W / 27.000°S 58.500°W   | باراغواي                  |                                                                                             |
| 27°0′S 55°25′W / 27.000°S 55.417°W   | الأرجنتين                 |                                                                                             |
| 27°0′S 53°44′W / 27.000°S 53.733°W   | البرازيل                  | سانتا كاتارينا                                                                              |
| 27°0′S 48°35′W / 27.000°S 48.583°W   | المحيط الأطلسي            |                                                                                             |